# بيت البشري (مناخة)

تعديل مصدري - تعديل

بيت البشري هي إحدى قرى عزلة الاغمور بمديرية مناخة التابعة لمحافظة صنعاء، بلغ تعداد سكانها 397 نسمة حسب تعداد اليمن لعام 2004.